# Resolução 70 do Conselho de Segurança das Nações Unidas
Resolução 70 do Conselho de Segurança das Nações Unidas, aprovada em 7 de março de 1949, solicitou que o Secretário-Geral informasse ao Conselho de todos os relatórios e petições recebidos de ou relativamente às zonas estratégicas sob tutela e solicitou que o Conselho de Tutela apresentasse ao Conselho os seus relatórios e recomendações para a política, econômica, social e educacional questões que afetam áreas estratégicas sob tutela.
Foi aprovada com 8 votos, com 3 abstenções do Egito, Ucrânia e a União Soviética.